# Filip Bringe
Filip Bringe, född 15 februari 1996, är en svensk bandyspelare. Säsongen 2018/2019 var han lagkapten i Åby/Tjureda IF när laget vann Allsvenskan.

## Karriär
Inför säsongen 2017/2018 lämnade Bringe Vetlanda BK för Åby/Tjureda IF. Enligt Vetlandaposten ville klubben behålla honom trots att han inte fått något riktigt genombrott i Vetlandas a-lag. Bringe valde istället att fortsätta sin utveckling i moderklubben. I februari 2019 meddelade Åby/Tjureda IF att man förlängt kontraktet och att Bringe kommer att spela med klubben i Elitserien 2019/2020.

## Meriter
- Allsvensk mästare med Åby/Tjureda IF 2018/2019.
- Flest poäng i Allsvenskan 2018/2019.

## Statistik
| 2010/11 | Åby/Tjureda IF    | Division 1 Södra  | ?  | ?   | ?  | ?   | - | - | - | - | ?  | ?   |
| 2011/12 | Vetlanda BK       | Elitserien        | ?  | ?   | ?  | ?   | - | - | - | - | ?  | ?   |
| 2012/13 | Vetlanda BK       | Elitserien        | ?  | ?   | ?  | ?   | - | - | - | - | ?  | ?   |
| 2013/14 | Vetlanda BK       | Elitserien        | ?  | ?   | ?  | ?   | - | - | - | - | ?  | ?   |
| 2014/15 | Vetlanda BK       | Elitserien        | ?  | ?   | ?  | ?   | - | - | - | - | ?  | ?   |
| 2014/15 | Skirö Nävelsjö BS | Allsvenskan Södra | ?  | ?   | ?  | ?   | - | - | - | - | ?  | ?   |
| 2015/16 | Vetlanda BK       | Elitserien        | 7  | 2   | 0  | 2   | - | - | - | - | 7  | 2   |
| 2015/16 | Jönköping Bandy   | Allsvenskan Södra | 10 | 21  | 2  | 23  | - | - | - | - | 10 | 23  |
| 2016/17 | Vetlanda BK       | Elitserien        | 14 | 5   | 1  | 6   | - | - | - | - | 14 | 6   |
| 2016/17 | Jönköping Bandy   | Allsvenskan Södra | ?  | ?   | ?  | ?   | - | - | - | - | ?  | ?   |
| 2017/18 | Åby/Tjureda IF    | Allsvenskan       | 22 | 35  | 10 | 45  | - | - | - | - | 22 | 45  |
| 2018/19 | Åby/Tjureda IF    | Allsvenskan       | 22 | 54  | 14 | 68  | - | - | - | - | 22 | 68  |
| Totalt  |                   |                   | 75 | 117 | 27 | 144 | - | - | - | - | 75 | 144 |

Uppdaterad 25 februari 2019.